# Apocrita
Los apócritos (Apocrita) son un suborden de himenópteros, que incluye avispas, abejas y hormigas. Son las formas más "avanzadas" (derivadas/menos basales) de los himenópteros, caracterizados por la presencia de una estrecha cintura que separa los dos primeros segmentos del abdomen, el primero de los cuales está fusionado al tórax. El ovipositor de la hembra es retráctil, y en algunas especies se ha convertido en un aguijón empleado como mecanismo de defensa. Las larvas carecen de patas, y se crían en un nido o como parásitos de un huésped.
Los apócritos se dividen tradicionalmente en dos grupos sin rango taxonómico, los Parasitica y los Aculeata.
- Entre los Parasitica se cuentan himenópteros que son especies parasitoides de otros insectos. Realizan la puesta dentro o encima de otro insecto (sea un huevo, una larva o una crisálida) y las larvas parasitoides crecen hasta llegar al momento de la metamorfosis. Algunas realizan la metamorfosis dentro del hospedador y emergen como adultos, mientras que las larvas de otras especies completan la metamorfosis fuera del hospedante. La mayoría son pequeños, con el ovipositor adaptado para la perforación y postura del huevo dentro del huésped; en algunos de estos las larvas parasitoides inducen una metamorfosis prematura del hospedero, mientras que en otras la prolongan. El hospedador muere cuando los parásitos se acercan a la madurez. Hay especies que son parásitas de otros parásitos (hiperparasitismo). Muchos himenópteros parasitoides se utilizan como agentes de control biológico para controlar insectos considerados pestes como moscas y gorgojos. El himenóptero adulto continúa con su forma de vida libre.

- El grupo Aculeata incluye las especies en las cuales el ovipositor de la hembra se transforma en un aguijón; incluye las hormigas, las abejas y las avispas. Las larvas se alimentan con la presa (paralizada) capturada o pueden ser alimentadas con polen y néctar. Entre estos se cuentan las abejas que son los polinizadores más eficientes.

## Familias y superfamilias actuales
Apocrita contiene un gran número de familias. Algunos taxones tradicionales como Parasítica (que incluye muchas familias de parasitoides) han resultado ser parafiléticas. El cladograma es una versión condensada de la filogenia de los grupos principales.
|  | Cynipoidea   |
|  |              |
|  | Chalcidoidea |
|  |              |

|  | Mutillidae, Pompilidae etc.                                                |
|  |                                                                            |
|  | \| \| Formicidae (hormigas) \| \| \| \| \| \| Apoidea (abejas) \| \| \| \| |
|  |                                                                            |
|  | Formicidae (hormigas)                                                      |
|  |                                                                            |
|  | Apoidea (abejas)                                                           |
|  |                                                                            |

|  | Formicidae (hormigas) |
|  |                       |
|  | Apoidea (abejas)      |
|  |                       |

|  | Mutillidae, Pompilidae etc.                                                |
|  |                                                                            |
|  | \| \| Formicidae (hormigas) \| \| \| \| \| \| Apoidea (abejas) \| \| \| \| |
|  |                                                                            |
|  | Formicidae (hormigas)                                                      |
|  |                                                                            |
|  | Apoidea (abejas)                                                           |
|  |                                                                            |

|  | Formicidae (hormigas) |
|  |                       |
|  | Apoidea (abejas)      |
|  |                       |

|  | Mutillidae, Pompilidae etc.                                                |
|  |                                                                            |
|  | \| \| Formicidae (hormigas) \| \| \| \| \| \| Apoidea (abejas) \| \| \| \| |
|  |                                                                            |
|  | Formicidae (hormigas)                                                      |
|  |                                                                            |
|  | Apoidea (abejas)                                                           |
|  |                                                                            |

|  | Formicidae (hormigas) |
|  |                       |
|  | Apoidea (abejas)      |
|  |                       |

|  | Mutillidae, Pompilidae etc.                                                |
|  |                                                                            |
|  | \| \| Formicidae (hormigas) \| \| \| \| \| \| Apoidea (abejas) \| \| \| \| |
|  |                                                                            |
|  | Formicidae (hormigas)                                                      |
|  |                                                                            |
|  | Apoidea (abejas)                                                           |
|  |                                                                            |

|  | Formicidae (hormigas) |
|  |                       |
|  | Apoidea (abejas)      |
|  |                       |

|  | Cynipoidea   |
|  |              |
|  | Chalcidoidea |
|  |              |

|  | Mutillidae, Pompilidae etc.                                                |
|  |                                                                            |
|  | \| \| Formicidae (hormigas) \| \| \| \| \| \| Apoidea (abejas) \| \| \| \| |
|  |                                                                            |
|  | Formicidae (hormigas)                                                      |
|  |                                                                            |
|  | Apoidea (abejas)                                                           |
|  |                                                                            |

|  | Formicidae (hormigas) |
|  |                       |
|  | Apoidea (abejas)      |
|  |                       |

|  | Mutillidae, Pompilidae etc.                                                |
|  |                                                                            |
|  | \| \| Formicidae (hormigas) \| \| \| \| \| \| Apoidea (abejas) \| \| \| \| |
|  |                                                                            |
|  | Formicidae (hormigas)                                                      |
|  |                                                                            |
|  | Apoidea (abejas)                                                           |
|  |                                                                            |

|  | Formicidae (hormigas) |
|  |                       |
|  | Apoidea (abejas)      |
|  |                       |

|  | Mutillidae, Pompilidae etc.                                                |
|  |                                                                            |
|  | \| \| Formicidae (hormigas) \| \| \| \| \| \| Apoidea (abejas) \| \| \| \| |
|  |                                                                            |
|  | Formicidae (hormigas)                                                      |
|  |                                                                            |
|  | Apoidea (abejas)                                                           |
|  |                                                                            |

|  | Formicidae (hormigas) |
|  |                       |
|  | Apoidea (abejas)      |
|  |                       |

|  | Mutillidae, Pompilidae etc.                                                |
|  |                                                                            |
|  | \| \| Formicidae (hormigas) \| \| \| \| \| \| Apoidea (abejas) \| \| \| \| |
|  |                                                                            |
|  | Formicidae (hormigas)                                                      |
|  |                                                                            |
|  | Apoidea (abejas)                                                           |
|  |                                                                            |

|  | Formicidae (hormigas) |
|  |                       |
|  | Apoidea (abejas)      |
|  |                       |

|  | Cynipoidea   |
|  |              |
|  | Chalcidoidea |
|  |              |

|  | Mutillidae, Pompilidae etc.                                                |
|  |                                                                            |
|  | \| \| Formicidae (hormigas) \| \| \| \| \| \| Apoidea (abejas) \| \| \| \| |
|  |                                                                            |
|  | Formicidae (hormigas)                                                      |
|  |                                                                            |
|  | Apoidea (abejas)                                                           |
|  |                                                                            |

|  | Formicidae (hormigas) |
|  |                       |
|  | Apoidea (abejas)      |
|  |                       |

|  | Mutillidae, Pompilidae etc.                                                |
|  |                                                                            |
|  | \| \| Formicidae (hormigas) \| \| \| \| \| \| Apoidea (abejas) \| \| \| \| |
|  |                                                                            |
|  | Formicidae (hormigas)                                                      |
|  |                                                                            |
|  | Apoidea (abejas)                                                           |
|  |                                                                            |

|  | Formicidae (hormigas) |
|  |                       |
|  | Apoidea (abejas)      |
|  |                       |

|  | Mutillidae, Pompilidae etc.                                                |
|  |                                                                            |
|  | \| \| Formicidae (hormigas) \| \| \| \| \| \| Apoidea (abejas) \| \| \| \| |
|  |                                                                            |
|  | Formicidae (hormigas)                                                      |
|  |                                                                            |
|  | Apoidea (abejas)                                                           |
|  |                                                                            |

|  | Formicidae (hormigas) |
|  |                       |
|  | Apoidea (abejas)      |
|  |                       |

|  | Mutillidae, Pompilidae etc.                                                |
|  |                                                                            |
|  | \| \| Formicidae (hormigas) \| \| \| \| \| \| Apoidea (abejas) \| \| \| \| |
|  |                                                                            |
|  | Formicidae (hormigas)                                                      |
|  |                                                                            |
|  | Apoidea (abejas)                                                           |
|  |                                                                            |

|  | Formicidae (hormigas) |
|  |                       |
|  | Apoidea (abejas)      |
|  |                       |

|  | Cynipoidea   |
|  |              |
|  | Chalcidoidea |
|  |              |

|  | Mutillidae, Pompilidae etc.                                                |
|  |                                                                            |
|  | \| \| Formicidae (hormigas) \| \| \| \| \| \| Apoidea (abejas) \| \| \| \| |
|  |                                                                            |
|  | Formicidae (hormigas)                                                      |
|  |                                                                            |
|  | Apoidea (abejas)                                                           |
|  |                                                                            |

|  | Formicidae (hormigas) |
|  |                       |
|  | Apoidea (abejas)      |
|  |                       |

|  | Mutillidae, Pompilidae etc.                                                |
|  |                                                                            |
|  | \| \| Formicidae (hormigas) \| \| \| \| \| \| Apoidea (abejas) \| \| \| \| |
|  |                                                                            |
|  | Formicidae (hormigas)                                                      |
|  |                                                                            |
|  | Apoidea (abejas)                                                           |
|  |                                                                            |

|  | Formicidae (hormigas) |
|  |                       |
|  | Apoidea (abejas)      |
|  |                       |

|  | Mutillidae, Pompilidae etc.                                                |
|  |                                                                            |
|  | \| \| Formicidae (hormigas) \| \| \| \| \| \| Apoidea (abejas) \| \| \| \| |
|  |                                                                            |
|  | Formicidae (hormigas)                                                      |
|  |                                                                            |
|  | Apoidea (abejas)                                                           |
|  |                                                                            |

|  | Formicidae (hormigas) |
|  |                       |
|  | Apoidea (abejas)      |
|  |                       |

|  | Mutillidae, Pompilidae etc.                                                |
|  |                                                                            |
|  | \| \| Formicidae (hormigas) \| \| \| \| \| \| Apoidea (abejas) \| \| \| \| |
|  |                                                                            |
|  | Formicidae (hormigas)                                                      |
|  |                                                                            |
|  | Apoidea (abejas)                                                           |
|  |                                                                            |

|  | Formicidae (hormigas) |
|  |                       |
|  | Apoidea (abejas)      |
|  |                       |

|  | Cynipoidea   |
|  |              |
|  | Chalcidoidea |
|  |              |

|  | Mutillidae, Pompilidae etc.                                                |
|  |                                                                            |
|  | \| \| Formicidae (hormigas) \| \| \| \| \| \| Apoidea (abejas) \| \| \| \| |
|  |                                                                            |
|  | Formicidae (hormigas)                                                      |
|  |                                                                            |
|  | Apoidea (abejas)                                                           |
|  |                                                                            |

|  | Formicidae (hormigas) |
|  |                       |
|  | Apoidea (abejas)      |
|  |                       |

|  | Mutillidae, Pompilidae etc.                                                |
|  |                                                                            |
|  | \| \| Formicidae (hormigas) \| \| \| \| \| \| Apoidea (abejas) \| \| \| \| |
|  |                                                                            |
|  | Formicidae (hormigas)                                                      |
|  |                                                                            |
|  | Apoidea (abejas)                                                           |
|  |                                                                            |

|  | Formicidae (hormigas) |
|  |                       |
|  | Apoidea (abejas)      |
|  |                       |

|  | Mutillidae, Pompilidae etc.                                                |
|  |                                                                            |
|  | \| \| Formicidae (hormigas) \| \| \| \| \| \| Apoidea (abejas) \| \| \| \| |
|  |                                                                            |
|  | Formicidae (hormigas)                                                      |
|  |                                                                            |
|  | Apoidea (abejas)                                                           |
|  |                                                                            |

|  | Formicidae (hormigas) |
|  |                       |
|  | Apoidea (abejas)      |
|  |                       |

|  | Mutillidae, Pompilidae etc.                                                |
|  |                                                                            |
|  | \| \| Formicidae (hormigas) \| \| \| \| \| \| Apoidea (abejas) \| \| \| \| |
|  |                                                                            |
|  | Formicidae (hormigas)                                                      |
|  |                                                                            |
|  | Apoidea (abejas)                                                           |
|  |                                                                            |

|  | Formicidae (hormigas) |
|  |                       |
|  | Apoidea (abejas)      |
|  |                       |

|  | Cynipoidea   |
|  |              |
|  | Chalcidoidea |
|  |              |

|  | Mutillidae, Pompilidae etc.                                                |
|  |                                                                            |
|  | \| \| Formicidae (hormigas) \| \| \| \| \| \| Apoidea (abejas) \| \| \| \| |
|  |                                                                            |
|  | Formicidae (hormigas)                                                      |
|  |                                                                            |
|  | Apoidea (abejas)                                                           |
|  |                                                                            |

|  | Formicidae (hormigas) |
|  |                       |
|  | Apoidea (abejas)      |
|  |                       |

|  | Mutillidae, Pompilidae etc.                                                |
|  |                                                                            |
|  | \| \| Formicidae (hormigas) \| \| \| \| \| \| Apoidea (abejas) \| \| \| \| |
|  |                                                                            |
|  | Formicidae (hormigas)                                                      |
|  |                                                                            |
|  | Apoidea (abejas)                                                           |
|  |                                                                            |

|  | Formicidae (hormigas) |
|  |                       |
|  | Apoidea (abejas)      |
|  |                       |

|  | Mutillidae, Pompilidae etc.                                                |
|  |                                                                            |
|  | \| \| Formicidae (hormigas) \| \| \| \| \| \| Apoidea (abejas) \| \| \| \| |
|  |                                                                            |
|  | Formicidae (hormigas)                                                      |
|  |                                                                            |
|  | Apoidea (abejas)                                                           |
|  |                                                                            |

|  | Formicidae (hormigas) |
|  |                       |
|  | Apoidea (abejas)      |
|  |                       |

|  | Mutillidae, Pompilidae etc.                                                |
|  |                                                                            |
|  | \| \| Formicidae (hormigas) \| \| \| \| \| \| Apoidea (abejas) \| \| \| \| |
|  |                                                                            |
|  | Formicidae (hormigas)                                                      |
|  |                                                                            |
|  | Apoidea (abejas)                                                           |
|  |                                                                            |

|  | Formicidae (hormigas) |
|  |                       |
|  | Apoidea (abejas)      |
|  |                       |

|  | Cynipoidea   |
|  |              |
|  | Chalcidoidea |
|  |              |

|  | Mutillidae, Pompilidae etc.                                                |
|  |                                                                            |
|  | \| \| Formicidae (hormigas) \| \| \| \| \| \| Apoidea (abejas) \| \| \| \| |
|  |                                                                            |
|  | Formicidae (hormigas)                                                      |
|  |                                                                            |
|  | Apoidea (abejas)                                                           |
|  |                                                                            |

|  | Formicidae (hormigas) |
|  |                       |
|  | Apoidea (abejas)      |
|  |                       |

|  | Mutillidae, Pompilidae etc.                                                |
|  |                                                                            |
|  | \| \| Formicidae (hormigas) \| \| \| \| \| \| Apoidea (abejas) \| \| \| \| |
|  |                                                                            |
|  | Formicidae (hormigas)                                                      |
|  |                                                                            |
|  | Apoidea (abejas)                                                           |
|  |                                                                            |

|  | Formicidae (hormigas) |
|  |                       |
|  | Apoidea (abejas)      |
|  |                       |

|  | Mutillidae, Pompilidae etc.                                                |
|  |                                                                            |
|  | \| \| Formicidae (hormigas) \| \| \| \| \| \| Apoidea (abejas) \| \| \| \| |
|  |                                                                            |
|  | Formicidae (hormigas)                                                      |
|  |                                                                            |
|  | Apoidea (abejas)                                                           |
|  |                                                                            |

|  | Formicidae (hormigas) |
|  |                       |
|  | Apoidea (abejas)      |
|  |                       |

|  | Mutillidae, Pompilidae etc.                                                |
|  |                                                                            |
|  | \| \| Formicidae (hormigas) \| \| \| \| \| \| Apoidea (abejas) \| \| \| \| |
|  |                                                                            |
|  | Formicidae (hormigas)                                                      |
|  |                                                                            |
|  | Apoidea (abejas)                                                           |
|  |                                                                            |

|  | Formicidae (hormigas) |
|  |                       |
|  | Apoidea (abejas)      |
|  |                       |

|  | Cynipoidea   |
|  |              |
|  | Chalcidoidea |
|  |              |

|  | Mutillidae, Pompilidae etc.                                                |
|  |                                                                            |
|  | \| \| Formicidae (hormigas) \| \| \| \| \| \| Apoidea (abejas) \| \| \| \| |
|  |                                                                            |
|  | Formicidae (hormigas)                                                      |
|  |                                                                            |
|  | Apoidea (abejas)                                                           |
|  |                                                                            |

|  | Formicidae (hormigas) |
|  |                       |
|  | Apoidea (abejas)      |
|  |                       |

|  | Mutillidae, Pompilidae etc.                                                |
|  |                                                                            |
|  | \| \| Formicidae (hormigas) \| \| \| \| \| \| Apoidea (abejas) \| \| \| \| |
|  |                                                                            |
|  | Formicidae (hormigas)                                                      |
|  |                                                                            |
|  | Apoidea (abejas)                                                           |
|  |                                                                            |

|  | Formicidae (hormigas) |
|  |                       |
|  | Apoidea (abejas)      |
|  |                       |

|  | Mutillidae, Pompilidae etc.                                                |
|  |                                                                            |
|  | \| \| Formicidae (hormigas) \| \| \| \| \| \| Apoidea (abejas) \| \| \| \| |
|  |                                                                            |
|  | Formicidae (hormigas)                                                      |
|  |                                                                            |
|  | Apoidea (abejas)                                                           |
|  |                                                                            |

|  | Formicidae (hormigas) |
|  |                       |
|  | Apoidea (abejas)      |
|  |                       |

|  | Mutillidae, Pompilidae etc.                                                |
|  |                                                                            |
|  | \| \| Formicidae (hormigas) \| \| \| \| \| \| Apoidea (abejas) \| \| \| \| |
|  |                                                                            |
|  | Formicidae (hormigas)                                                      |
|  |                                                                            |
|  | Apoidea (abejas)                                                           |
|  |                                                                            |

|  | Formicidae (hormigas) |
|  |                       |
|  | Apoidea (abejas)      |
|  |                       |

|  | Cynipoidea   |
|  |              |
|  | Chalcidoidea |
|  |              |

|  | Mutillidae, Pompilidae etc.                                                |
|  |                                                                            |
|  | \| \| Formicidae (hormigas) \| \| \| \| \| \| Apoidea (abejas) \| \| \| \| |
|  |                                                                            |
|  | Formicidae (hormigas)                                                      |
|  |                                                                            |
|  | Apoidea (abejas)                                                           |
|  |                                                                            |

|  | Formicidae (hormigas) |
|  |                       |
|  | Apoidea (abejas)      |
|  |                       |

|  | Mutillidae, Pompilidae etc.                                                |
|  |                                                                            |
|  | \| \| Formicidae (hormigas) \| \| \| \| \| \| Apoidea (abejas) \| \| \| \| |
|  |                                                                            |
|  | Formicidae (hormigas)                                                      |
|  |                                                                            |
|  | Apoidea (abejas)                                                           |
|  |                                                                            |

|  | Formicidae (hormigas) |
|  |                       |
|  | Apoidea (abejas)      |
|  |                       |

|  | Mutillidae, Pompilidae etc.                                                |
|  |                                                                            |
|  | \| \| Formicidae (hormigas) \| \| \| \| \| \| Apoidea (abejas) \| \| \| \| |
|  |                                                                            |
|  | Formicidae (hormigas)                                                      |
|  |                                                                            |
|  | Apoidea (abejas)                                                           |
|  |                                                                            |

|  | Formicidae (hormigas) |
|  |                       |
|  | Apoidea (abejas)      |
|  |                       |

|  | Mutillidae, Pompilidae etc.                                                |
|  |                                                                            |
|  | \| \| Formicidae (hormigas) \| \| \| \| \| \| Apoidea (abejas) \| \| \| \| |
|  |                                                                            |
|  | Formicidae (hormigas)                                                      |
|  |                                                                            |
|  | Apoidea (abejas)                                                           |
|  |                                                                            |

|  | Formicidae (hormigas) |
|  |                       |
|  | Apoidea (abejas)      |
|  |                       |

|  | Cynipoidea   |
|  |              |
|  | Chalcidoidea |
|  |              |

|  | Mutillidae, Pompilidae etc.                                                |
|  |                                                                            |
|  | \| \| Formicidae (hormigas) \| \| \| \| \| \| Apoidea (abejas) \| \| \| \| |
|  |                                                                            |
|  | Formicidae (hormigas)                                                      |
|  |                                                                            |
|  | Apoidea (abejas)                                                           |
|  |                                                                            |

|  | Formicidae (hormigas) |
|  |                       |
|  | Apoidea (abejas)      |
|  |                       |

|  | Mutillidae, Pompilidae etc.                                                |
|  |                                                                            |
|  | \| \| Formicidae (hormigas) \| \| \| \| \| \| Apoidea (abejas) \| \| \| \| |
|  |                                                                            |
|  | Formicidae (hormigas)                                                      |
|  |                                                                            |
|  | Apoidea (abejas)                                                           |
|  |                                                                            |

|  | Formicidae (hormigas) |
|  |                       |
|  | Apoidea (abejas)      |
|  |                       |

|  | Mutillidae, Pompilidae etc.                                                |
|  |                                                                            |
|  | \| \| Formicidae (hormigas) \| \| \| \| \| \| Apoidea (abejas) \| \| \| \| |
|  |                                                                            |
|  | Formicidae (hormigas)                                                      |
|  |                                                                            |
|  | Apoidea (abejas)                                                           |
|  |                                                                            |

|  | Formicidae (hormigas) |
|  |                       |
|  | Apoidea (abejas)      |
|  |                       |

|  | Mutillidae, Pompilidae etc.                                                |
|  |                                                                            |
|  | \| \| Formicidae (hormigas) \| \| \| \| \| \| Apoidea (abejas) \| \| \| \| |
|  |                                                                            |
|  | Formicidae (hormigas)                                                      |
|  |                                                                            |
|  | Apoidea (abejas)                                                           |
|  |                                                                            |

|  | Formicidae (hormigas) |
|  |                       |
|  | Apoidea (abejas)      |
|  |                       |

|  | Cynipoidea   |
|  |              |
|  | Chalcidoidea |
|  |              |

|  | Mutillidae, Pompilidae etc.                                                |
|  |                                                                            |
|  | \| \| Formicidae (hormigas) \| \| \| \| \| \| Apoidea (abejas) \| \| \| \| |
|  |                                                                            |
|  | Formicidae (hormigas)                                                      |
|  |                                                                            |
|  | Apoidea (abejas)                                                           |
|  |                                                                            |

|  | Formicidae (hormigas) |
|  |                       |
|  | Apoidea (abejas)      |
|  |                       |

|  | Mutillidae, Pompilidae etc.                                                |
|  |                                                                            |
|  | \| \| Formicidae (hormigas) \| \| \| \| \| \| Apoidea (abejas) \| \| \| \| |
|  |                                                                            |
|  | Formicidae (hormigas)                                                      |
|  |                                                                            |
|  | Apoidea (abejas)                                                           |
|  |                                                                            |

|  | Formicidae (hormigas) |
|  |                       |
|  | Apoidea (abejas)      |
|  |                       |

|  | Mutillidae, Pompilidae etc.                                                |
|  |                                                                            |
|  | \| \| Formicidae (hormigas) \| \| \| \| \| \| Apoidea (abejas) \| \| \| \| |
|  |                                                                            |
|  | Formicidae (hormigas)                                                      |
|  |                                                                            |
|  | Apoidea (abejas)                                                           |
|  |                                                                            |

|  | Formicidae (hormigas) |
|  |                       |
|  | Apoidea (abejas)      |
|  |                       |

|  | Mutillidae, Pompilidae etc.                                                |
|  |                                                                            |
|  | \| \| Formicidae (hormigas) \| \| \| \| \| \| Apoidea (abejas) \| \| \| \| |
|  |                                                                            |
|  | Formicidae (hormigas)                                                      |
|  |                                                                            |
|  | Apoidea (abejas)                                                           |
|  |                                                                            |

|  | Formicidae (hormigas) |
|  |                       |
|  | Apoidea (abejas)      |
|  |                       |

|  | Cynipoidea   |
|  |              |
|  | Chalcidoidea |
|  |              |

|  | Mutillidae, Pompilidae etc.                                                |
|  |                                                                            |
|  | \| \| Formicidae (hormigas) \| \| \| \| \| \| Apoidea (abejas) \| \| \| \| |
|  |                                                                            |
|  | Formicidae (hormigas)                                                      |
|  |                                                                            |
|  | Apoidea (abejas)                                                           |
|  |                                                                            |

|  | Formicidae (hormigas) |
|  |                       |
|  | Apoidea (abejas)      |
|  |                       |

|  | Mutillidae, Pompilidae etc.                                                |
|  |                                                                            |
|  | \| \| Formicidae (hormigas) \| \| \| \| \| \| Apoidea (abejas) \| \| \| \| |
|  |                                                                            |
|  | Formicidae (hormigas)                                                      |
|  |                                                                            |
|  | Apoidea (abejas)                                                           |
|  |                                                                            |

|  | Formicidae (hormigas) |
|  |                       |
|  | Apoidea (abejas)      |
|  |                       |

|  | Mutillidae, Pompilidae etc.                                                |
|  |                                                                            |
|  | \| \| Formicidae (hormigas) \| \| \| \| \| \| Apoidea (abejas) \| \| \| \| |
|  |                                                                            |
|  | Formicidae (hormigas)                                                      |
|  |                                                                            |
|  | Apoidea (abejas)                                                           |
|  |                                                                            |

|  | Formicidae (hormigas) |
|  |                       |
|  | Apoidea (abejas)      |
|  |                       |

|  | Mutillidae, Pompilidae etc.                                                |
|  |                                                                            |
|  | \| \| Formicidae (hormigas) \| \| \| \| \| \| Apoidea (abejas) \| \| \| \| |
|  |                                                                            |
|  | Formicidae (hormigas)                                                      |
|  |                                                                            |
|  | Apoidea (abejas)                                                           |
|  |                                                                            |

|  | Formicidae (hormigas) |
|  |                       |
|  | Apoidea (abejas)      |
|  |                       |

|  | Cynipoidea   |
|  |              |
|  | Chalcidoidea |
|  |              |

|  | Mutillidae, Pompilidae etc.                                                |
|  |                                                                            |
|  | \| \| Formicidae (hormigas) \| \| \| \| \| \| Apoidea (abejas) \| \| \| \| |
|  |                                                                            |
|  | Formicidae (hormigas)                                                      |
|  |                                                                            |
|  | Apoidea (abejas)                                                           |
|  |                                                                            |

|  | Formicidae (hormigas) |
|  |                       |
|  | Apoidea (abejas)      |
|  |                       |

|  | Mutillidae, Pompilidae etc.                                                |
|  |                                                                            |
|  | \| \| Formicidae (hormigas) \| \| \| \| \| \| Apoidea (abejas) \| \| \| \| |
|  |                                                                            |
|  | Formicidae (hormigas)                                                      |
|  |                                                                            |
|  | Apoidea (abejas)                                                           |
|  |                                                                            |

|  | Formicidae (hormigas) |
|  |                       |
|  | Apoidea (abejas)      |
|  |                       |

|  | Mutillidae, Pompilidae etc.                                                |
|  |                                                                            |
|  | \| \| Formicidae (hormigas) \| \| \| \| \| \| Apoidea (abejas) \| \| \| \| |
|  |                                                                            |
|  | Formicidae (hormigas)                                                      |
|  |                                                                            |
|  | Apoidea (abejas)                                                           |
|  |                                                                            |

|  | Formicidae (hormigas) |
|  |                       |
|  | Apoidea (abejas)      |
|  |                       |

|  | Mutillidae, Pompilidae etc.                                                |
|  |                                                                            |
|  | \| \| Formicidae (hormigas) \| \| \| \| \| \| Apoidea (abejas) \| \| \| \| |
|  |                                                                            |
|  | Formicidae (hormigas)                                                      |
|  |                                                                            |
|  | Apoidea (abejas)                                                           |
|  |                                                                            |

|  | Formicidae (hormigas) |
|  |                       |
|  | Apoidea (abejas)      |
|  |                       |

|  | Cynipoidea   |
|  |              |
|  | Chalcidoidea |
|  |              |

|  | Mutillidae, Pompilidae etc.                                                |
|  |                                                                            |
|  | \| \| Formicidae (hormigas) \| \| \| \| \| \| Apoidea (abejas) \| \| \| \| |
|  |                                                                            |
|  | Formicidae (hormigas)                                                      |
|  |                                                                            |
|  | Apoidea (abejas)                                                           |
|  |                                                                            |

|  | Formicidae (hormigas) |
|  |                       |
|  | Apoidea (abejas)      |
|  |                       |

|  | Mutillidae, Pompilidae etc.                                                |
|  |                                                                            |
|  | \| \| Formicidae (hormigas) \| \| \| \| \| \| Apoidea (abejas) \| \| \| \| |
|  |                                                                            |
|  | Formicidae (hormigas)                                                      |
|  |                                                                            |
|  | Apoidea (abejas)                                                           |
|  |                                                                            |

|  | Formicidae (hormigas) |
|  |                       |
|  | Apoidea (abejas)      |
|  |                       |

|  | Mutillidae, Pompilidae etc.                                                |
|  |                                                                            |
|  | \| \| Formicidae (hormigas) \| \| \| \| \| \| Apoidea (abejas) \| \| \| \| |
|  |                                                                            |
|  | Formicidae (hormigas)                                                      |
|  |                                                                            |
|  | Apoidea (abejas)                                                           |
|  |                                                                            |

|  | Formicidae (hormigas) |
|  |                       |
|  | Apoidea (abejas)      |
|  |                       |

|  | Mutillidae, Pompilidae etc.                                                |
|  |                                                                            |
|  | \| \| Formicidae (hormigas) \| \| \| \| \| \| Apoidea (abejas) \| \| \| \| |
|  |                                                                            |
|  | Formicidae (hormigas)                                                      |
|  |                                                                            |
|  | Apoidea (abejas)                                                           |
|  |                                                                            |

|  | Formicidae (hormigas) |
|  |                       |
|  | Apoidea (abejas)      |
|  |                       |

|  | Cynipoidea   |
|  |              |
|  | Chalcidoidea |
|  |              |

|  | Mutillidae, Pompilidae etc.                                                |
|  |                                                                            |
|  | \| \| Formicidae (hormigas) \| \| \| \| \| \| Apoidea (abejas) \| \| \| \| |
|  |                                                                            |
|  | Formicidae (hormigas)                                                      |
|  |                                                                            |
|  | Apoidea (abejas)                                                           |
|  |                                                                            |

|  | Formicidae (hormigas) |
|  |                       |
|  | Apoidea (abejas)      |
|  |                       |

|  | Mutillidae, Pompilidae etc.                                                |
|  |                                                                            |
|  | \| \| Formicidae (hormigas) \| \| \| \| \| \| Apoidea (abejas) \| \| \| \| |
|  |                                                                            |
|  | Formicidae (hormigas)                                                      |
|  |                                                                            |
|  | Apoidea (abejas)                                                           |
|  |                                                                            |

|  | Formicidae (hormigas) |
|  |                       |
|  | Apoidea (abejas)      |
|  |                       |

|  | Mutillidae, Pompilidae etc.                                                |
|  |                                                                            |
|  | \| \| Formicidae (hormigas) \| \| \| \| \| \| Apoidea (abejas) \| \| \| \| |
|  |                                                                            |
|  | Formicidae (hormigas)                                                      |
|  |                                                                            |
|  | Apoidea (abejas)                                                           |
|  |                                                                            |

|  | Formicidae (hormigas) |
|  |                       |
|  | Apoidea (abejas)      |
|  |                       |

|  | Mutillidae, Pompilidae etc.                                                |
|  |                                                                            |
|  | \| \| Formicidae (hormigas) \| \| \| \| \| \| Apoidea (abejas) \| \| \| \| |
|  |                                                                            |
|  | Formicidae (hormigas)                                                      |
|  |                                                                            |
|  | Apoidea (abejas)                                                           |
|  |                                                                            |

|  | Formicidae (hormigas) |
|  |                       |
|  | Apoidea (abejas)      |
|  |                       |

|  | Cynipoidea   |
|  |              |
|  | Chalcidoidea |
|  |              |

|  | Mutillidae, Pompilidae etc.                                                |
|  |                                                                            |
|  | \| \| Formicidae (hormigas) \| \| \| \| \| \| Apoidea (abejas) \| \| \| \| |
|  |                                                                            |
|  | Formicidae (hormigas)                                                      |
|  |                                                                            |
|  | Apoidea (abejas)                                                           |
|  |                                                                            |

|  | Formicidae (hormigas) |
|  |                       |
|  | Apoidea (abejas)      |
|  |                       |

|  | Mutillidae, Pompilidae etc.                                                |
|  |                                                                            |
|  | \| \| Formicidae (hormigas) \| \| \| \| \| \| Apoidea (abejas) \| \| \| \| |
|  |                                                                            |
|  | Formicidae (hormigas)                                                      |
|  |                                                                            |
|  | Apoidea (abejas)                                                           |
|  |                                                                            |

|  | Formicidae (hormigas) |
|  |                       |
|  | Apoidea (abejas)      |
|  |                       |

|  | Mutillidae, Pompilidae etc.                                                |
|  |                                                                            |
|  | \| \| Formicidae (hormigas) \| \| \| \| \| \| Apoidea (abejas) \| \| \| \| |
|  |                                                                            |
|  | Formicidae (hormigas)                                                      |
|  |                                                                            |
|  | Apoidea (abejas)                                                           |
|  |                                                                            |

|  | Formicidae (hormigas) |
|  |                       |
|  | Apoidea (abejas)      |
|  |                       |

|  | Mutillidae, Pompilidae etc.                                                |
|  |                                                                            |
|  | \| \| Formicidae (hormigas) \| \| \| \| \| \| Apoidea (abejas) \| \| \| \| |
|  |                                                                            |
|  | Formicidae (hormigas)                                                      |
|  |                                                                            |
|  | Apoidea (abejas)                                                           |
|  |                                                                            |

|  | Formicidae (hormigas) |
|  |                       |
|  | Apoidea (abejas)      |
|  |                       |

### Suborden Apocrita
- (sin rango) Aculeata
  - Superfamilia Apoidea (abejas y ciertas avispas)
    - Familia Andrenidae
    - Familia Apidae (abejorros carpinteros, abejas parásitas, abejorros, abejas de las orquídeas, abejas sin aguijón, abejas domésticas, etc.)
    - Familia Colletidae
    - Familia Halictidae
    - Familia Megachilidae
    - Familia Melittidae
    - Familia Stenotritidae
    - Familia Ampulicidae
    - Familia Crabronidae
    - Familia Heterogynaidae
    - Familia Sphecidae (avispas cavadoras)

  - Superfamilia Chrysidoidea
    - Familia Bethylidae
    - Familia Chrysididae (avispas cucos)
    - Familia Dryinidae
    - Familia Embolemidae
    - Familia Plumariidae
    - Familia Sclerogibbidae
    - Familia Scolebythidae

  - Superfamilia Vespoidea
    - Familia Bradynobaenidae
    - Familia Formicidae (hormigas)
    - Familia Mutillidae
    - Familia Pompilidae
    - Familia Rhopalosomatidae
    - Familia Sapygidae
    - Familia Scoliidae
    - Familia Sierolomorphidae
    - Familia Tiphiidae
    - Familia Vespidae (avispas, avispones, etc.)
- (sin rango) Parasitica
  - Superfamilia Ceraphronoidea
    - Familia Ceraphronidae
    - Familia Megaspilidae

  - Superfamilia Chalcidoidea
    - Familia Agaonidae (avispas de los higos)
    - Family Aphelinidae
    - Familia Chalcididae
    - Familia Encyrtidae
    - Familia Eucharitidae
    - Familia Eulophidae
    - Familia Eupelmidae
    - Familia Eurytomidae
    - Familia Leucospidae
    - Familia Mymaridae
    - Familia Ormyridae
    - Familia Perilampidae
    - Familia Pteromalidae
    - Familia Rotoitidae
    - Familia Signiphoridae
    - Familia Tanaostigmatidae
    - Familia Tetracampidae
    - Familia Torymidae
    - Familia Trichogrammatidae

  - Superfamilia Cynipoidea
    - Familia Austrocynipidae
    - Familia Cynipidae
    - Familia Figitidae
    - Familia Ibaliidae
    - Familia Liopteridae

  - Superfamilia Evanioidea
    - Familia Aulacidae
    - Familia Evaniidae
    - Familia Gasteruptiidae

  - Superfamilia Ichneumonoidea
    - Familia Braconidae
    - Familia Ichneumonidae

  - Superfamilia Megalyroidea
    - Familia Megalyridae

  - Superfamilia Mymarommatoidea – a veces llamada Serphitoidea
    - Familia Mymarommatidae

  - Superfamilia Platygastroidea
    - Familia Platygastridae

  - Superfamilia Proctotrupoidea
    - Familia Austroniidae
    - Familia Diapriidae
    - Familia Heloridae
    - Familia Maamingidae
    - Familia Monomachidae
    - Familia Pelecinidae
    - Familia Peradeniidae
    - Familia Proctorenyxidae
    - Familia Proctotrupidae
    - Familia Roproniidae
    - Familia Vanhorniidae

  - Superfamilia Stephanoidea
    - Familia Stephanidae

  - Superfamilia Trigonaloidea
    - Familia Trigonalidae